# Dentitie

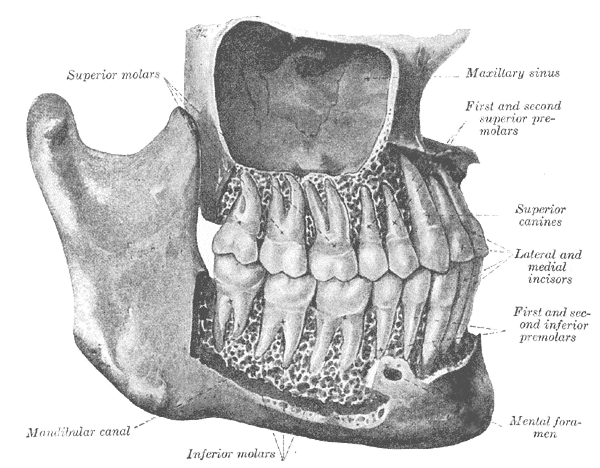

Dentitie is de tandheelkundige verzamelnaam voor alle tanden en kiezen van een persoon. We spreken bij kinderen van een melkdentitie of melkgebit en bij volwassenen van een volwassen dentitie of volwassen gebit. In de periode waarin de melktanden door definitieve tanden vervangen worden, waarbij zowel melktanden als definitieve tanden aanwezig zijn, spreekt men van een wisselgebit.